# Kahwéol
Le kahwéol est un composé organique diterpénoïde naturellement présent dans le café Arabica. Le processus de fabrication du café a une incidence sur le fait que ces composés restent dans le café après avoir été brassés (comme pour un expresso) ou s'ils sont éliminés (comme après filtration).[réf. nécessaire]
Les diterpènes du café, l'acétate de kahwéol et le cafestol inhibent de manière synergique la prolifération et la migration des cellules cancéreuses de la prostate.[réf. nécessaire]
Il est de plus en plus évident que la consommation de certains types de café est associée à une réduction de l'incidence de certains cancers, notamment du cancer de la prostate[réf. nécessaire]. Des scientifiques japonais ont étudié les effets de deux composés présents dans le café, l'acétate de kahwéol et le  cafestol , sur les cellules cancéreuses de la prostate et chez les animaux, où ils ont pu inhiber la croissance de cellules résistantes aux médicaments anticancéreux tels que le cabazitaxel.